# Berkeley College

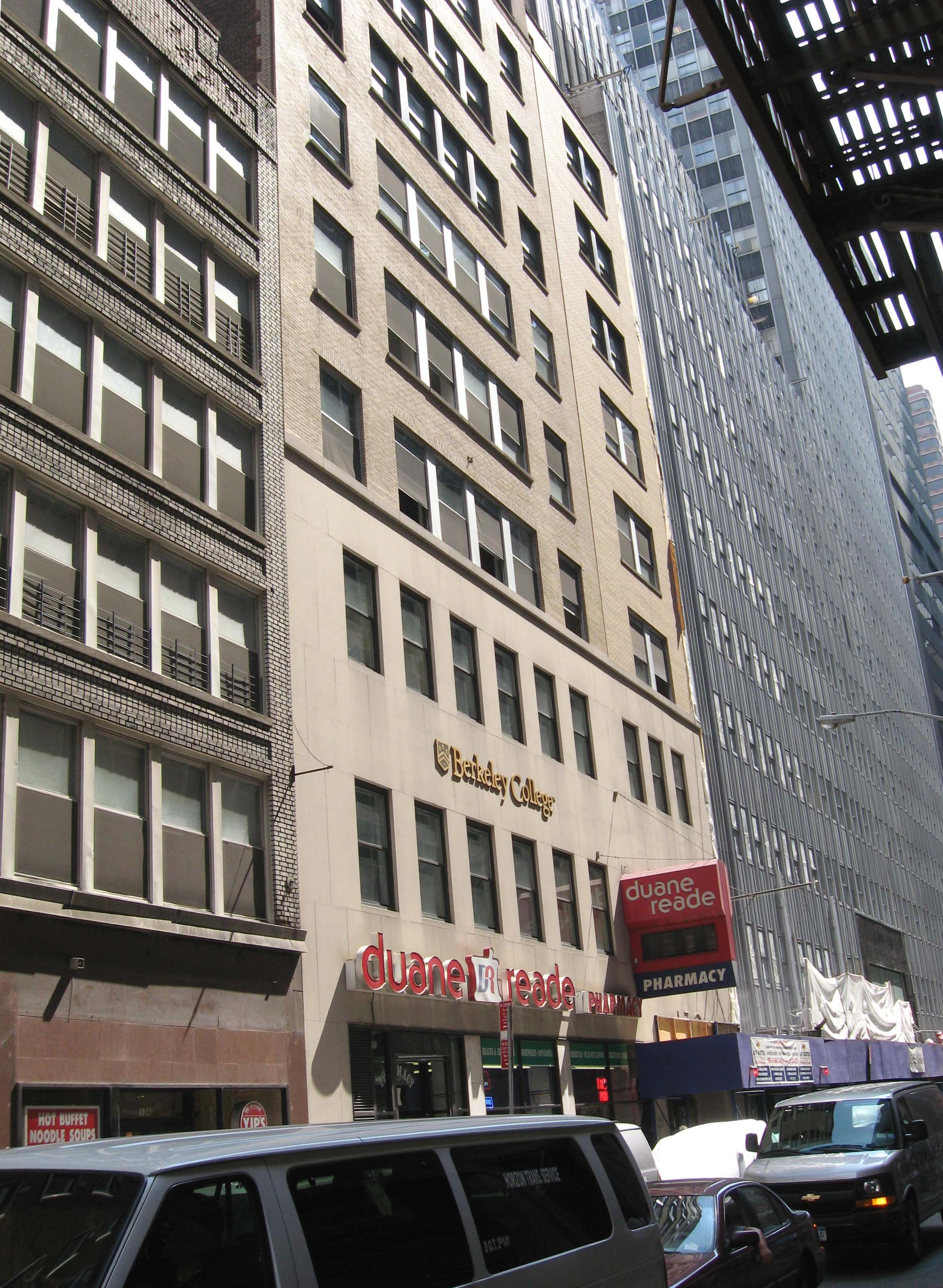
Lower Manhattan.

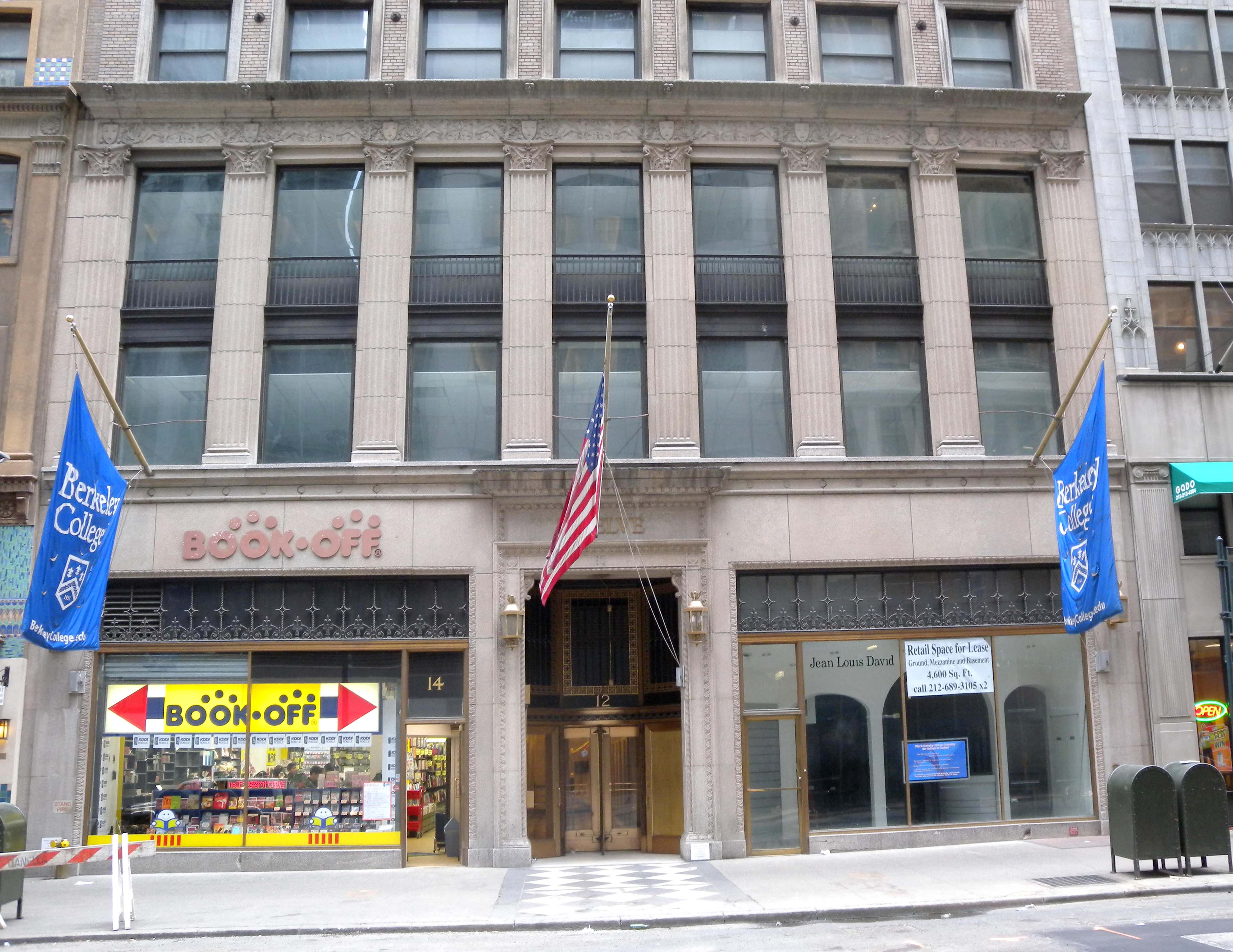
Midtown Manhattan.

Berkeley College es una universidad privada, especializada en negocios, con siete localizaciones en Nueva York y Nueva Jersey, además de Berkeley College Online.
La universidad fue fundada en 1931, y desde 2001 la presidencia la ocupa la doctora Mildred García. Ofrece Associate’s and Bachelor dregrees en áreas como Business Administration, General Business, Accounting, Financial Services, Health Services, Marketing, Management (incluyendo especializaciones como Entrepreneurship y Human Resources), International Business, Justice studies (Criminal Justicie), Information System Management, Paralelal studies, Interior Design, Web Design, Network Management y Fashion Marketing and Management. Berkeley College también ofrece un entrenamiento profesional a través de su School of Professional Development, así como programas certificados en áreas como Software Management y Computer Applications. Además de estudiantes americanos, actualmente también asisten alumnos de 112 nacionalidades distintas, que dan un gran carácter internacional a la universidad. Todas las localizaciones están acreditadas por el Middle States on Higher Education (3624 Market Street, Filadelfia, PA 19104. Tlf: +1 215-662-5606). Los campus de New York City y White Plains están autorizados por el New York State Board of Regents para ofrecer los degrees de Bachelor of Business Administration (B.B.A.), Associate in Science (A.S.), Associate in Applied (A.A.S.), y sus programas están registrados por el New York State Education Department. Los estudios de Paralegal están aprobados en todos los campus por el American Bar Association (A.B.A.)
Berkeley Advantage es una ayuda suplementaria que está formada por un gran número de beneficios que se proveen al alumno. Los beneficios incluyen prácticas en empresas (on-the-Job), así como ayuda a la elaboración de un currículum acorde a las necesidades del alumno y de las empresas. Un Bachelor’s degree se realiza en doce trimestres, y un Associate’s degree en seis trimestres. Existe la posibilidad de realizar tanto el Bachelor’s como el Associate’s degree en un horario flexible con clases durante el día, la noche o los fines de semana. También existe la posibilidad de realizarlos a tiempo parcial (Part-Time) o a tiempo completo (Full Time). Las ayudas económicas a estudiantes es bastante amplia. Más de $14 millones están disponibles cada año en Berkeley College para estudiantes cualificados. El precio de cada trimestre se congela a los estudiantes que se mantengan matriculados a tiempo completo, lo cual significa que si no se dan cortes en los periodos de estudios, el precio se mantendrá fijo sin importar los que suba anualmente. Las clases son reducidas, para una atención individualizada, con no más de 20 o 25 alumnos por clase. Los profesores han sido seleccionados tanto por su credenciales académicas y por su experiencia profesional. Hay un enorme listado de conexiones con empresas adjuntas para conseguir ofertas laborales al acabar la carrera. Existe un gran número de profesionales en Career Services, que están especializados en cada uno de los campos, para desarrollar las oportunidades laborales de cada estudiante. En 2006, el 96% de los graduados consiguieron un empleo relacionado directamente con sus estudios en Berkeley College.
Las siete localizaciones son:
New York
New York City Midtown Campus en Manhattan
New York City Lower Manhattan
Westchester Campus en White Plains
New Jersey
Newark Campus en Newark
Bergen Campus en Paramus
Garret Mountain Campus en West Paterson
Middlesex Campus en Woodbridge Township
Oficina de Central de Admisiones
Berkeley College
Central Admission Office
Box 440
Little Falls, Nueva Jersey 07424
Telephone: 800-446-5400 ext. WWA
Fax: 973-278-6243
International Division
Berkeley College
International Division
12 East 41 Street, 14th Floor
New York, NY 10017
Telephone: 001-212-687-3730
Fax: 001-212-986-7827